# 芹苴大桥

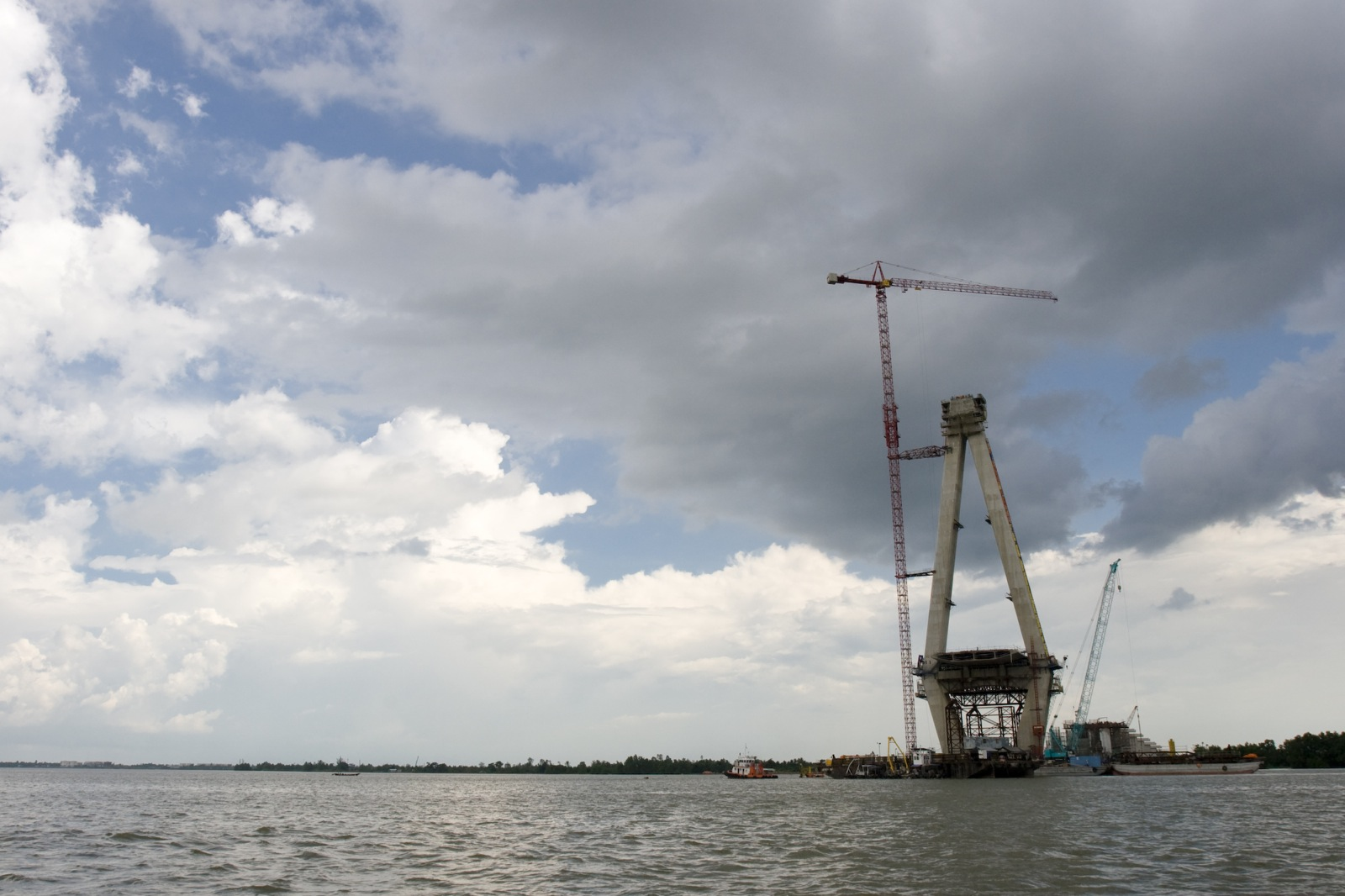
施工中的芹苴大桥

芹苴大桥（越南语：／）是横越湄公河的斜拉橋，连结越南芹苴市和永隆省。该項目費用是3亿美元，原计划于2008年完成。承包人為日本老牌建築公司大成建設。
2007年9月26日修建中的芹苴大桥一段90米长的引桥（其中30米在陆上）突然倒塌。造成52人死、140人伤。